# Anne Catherine Hoof Green
Anne Catherine Hoof Green, née vers 1720 et morte en 1775, est une imprimeuse et éditrice établie dans la province du Maryland.

## Biographie
Anne Catherine Hoof Green naît aux alentours de 1720, probablement aux Pays-Bas, avant d'émigrer à Philadelphie (dans la province de Pennsylvanie, l'une des Treize colonies britanniques), durant sa jeunesse. Elle épouse en avril 1738 Jonas Green (en), un imprimeur ; ils déménagent la même année à Annapolis, dans la province du Maryland. À compter de 1745, son époux édite le premier journal de la province, The Maryland Gazette, fondé dix-huit ans plus tôt. Mère de six enfants (elle en a enfanté quatorze au total, dont huit sont morts), elle participe également à la tenue de l'imprimerie.
À la mort de son époux en 1767, elle reprend les rênes du journal et devient imprimeuse officielle des documents de la colonie du Maryland ; elle est ainsi l'une des premières femmes éditrices dans la presse américaine. À compter de janvier 1768, elle est aidée par son fils William Green. 
Elle meurt en 1775. Dès lors, son fils William assume seul la publication du Maryland Gazette, puis est aidé par ses frères Frederick et Samuel Green,.